# Традиционна регионално-административна структура на Казахското ханство
Основата на регионално-административната структура на Казахското ханство са лицата. Стотиците се състоят от племенни и кланови асоциации. Казахското население се състои главно от голямата сотня, средната сотня и малката сотня, формирани през 15-16 век.Големите, Средните и Малките лица включват няколко родствени племена, населявали Казахстан от древни времена. Историята на всяко от тези племена започва по-нататък. Всяко племе, всеки клан имаше свой лозунг и символ. 
През 15-ти век, по време на управлението на Керей хан, през 1470-те години, той превзема градовете по поречието на река Сърдаря:
- Еренши, владетелят на провинция Сауран, Джанибек син (1470-1492)
- Махмут, син на Джанибек, владетел на провинция Созак (1470-1476)

По време на управлението на Касъм хан през 1516 г. има 4 провинции:
- Провинция Жетису — неизвестен
- Провинция Сарайшик — Осек султан
- Провинция Туркестан — Джадик Султан
- Провинция Улитау — Адик Султан

При Есим хан започнаха да се появяват лица. Ули Жуз се установява в горното течение на река Сърдаря . В средата — Средна стотина . В долната част — Малко лице . Първите ханове:
- Великите жуз хан Шигай син Джан-Али (1588-1600)
- Хан на Орта жуз Есим син Джагата (1598-1628)
- Тауке, син на Джангир, по-младият хан на Сто и Сто (1652-1680)

По време на управлението на Болат хан хуните стават независими. Болат хан успява да установи власт само в Орта жуз . Първите ханове на Ордата:
- Хан на Великите сто орди Карт- Абилхайр Хан (1718-1730)
- Khayip Khan, хан на орда Орда сто (1718-1719)
- Хан на Киши Стоте Орда Абулхаир Хан (1718-1748)

Стоте не включват само тюру (потомци на Чингис хан ), ходжа (арабски произход), тулунгит (слуги, слуги на хан-султани) и някои групи (например сунак ).Структурата на Жуз е оптимална за защита срещу външни врагове по време на Казахското ханство . 
Указът на хана и различни решения бяха бързо предадени на стоте, след това на племената, после на клановете. Особено по време на нашествието на джунгарите, разделянето на стотици даде много възможности за групиране и обединение на хората. Всяка жузы изпрати свои войски и цялата страна се надигна срещу нашествениците.В началото на 18 век всяка жуз се управлява от отделни ханове. Днес племенните съюзи са загубили първоначалното си значение. Казахският народ никога не е бил разделян на стотици или кланове, защото единството на страната би било нарушено. 
Мъдрите старейшини разрешаваха взаимни спорове, конфликти между кланове и племена. В резултат на национално-освободителните въстания, глада, Първата и Втората световни войни през 20-ти век някои кланове на казахския народ губят първоначалните си места.В народа има поговорка за жуза: „Дай на големия тояга и я тури на добитъка, Дай на средния кош и я тури на боя, Дай на малкия копие и я тури. врагът."Днес представителите на Голямата жуз, Средната жуз и Малката жуз са известни на света само като единна казахска нация.